# Boana albomarginata
La Boana albomarginata è una specie di rana della famiglia Hylidae endemica del Brasile.

## Habitat
Gli habitat naturali di B. albomarginata sono foreste di pianura umide subtropicali o tropicali, fiumi, paludi d'acqua dolce, paludi d'acqua dolce intermittenti, giardini rurali ed ex foreste fortemente degradate. La Boana albomarginata è una specie arboricolo ma derivante da modelli riproduttivi, queste specie si trovano comunemente negli stagni e nelle piccole insenature in quanto questi sono gli habitat desiderati per la riproduzione.